# ФК Олимпик (Тетевен)
Вижте пояснителната страница за други значения на Олимпик.
„Олимпик“ е футболен клуб от град Тетевен, България.
Считан е за приемник на ФК „Олимпик“ от село Галата и на ФК „Тетевен“, който до 1978/1979 г. се е наричал „Бенковски“, а от 1979/1980 до 1983 г. – „Елпром“ и за кратко „Горски техник“. От 1983 г. отново се казва ФК „Тетевен“. Клубните цветове на отбора са зелено и бяло.

## История

### Олимпик (Галата)
Възходът на футболния отбор от ловешкото село Галата започва през 1993 г. Тогава ръководството му поемат бившите борци Страхил Димчев и Станислав Танев – Камилата, свързвани с групировките ВИС и СИК. Двамата развиват частен бизнес, за който е известно, че включва продажбата на бяла техника и кока-кола, като в същото време играят футбол за удоволствие в отбора. През сезон 1993/94 Олимпик (Галата) завършва на 1-во място в Областна група - Ловеч и придобива правото на участие в Северозападната В група.
През лятото на 1994 г. за старши треньор е назначен Ферарио Спасов, а ръководител става Ангел Бончев. Димчев и Танев наливат сериозни средства в отбора. Привлечени са няколко футболисти, сред които Юлиян Манев и вратарят Димитър Топалов. Целта е Олимпик да се класира в професионалния футбол. През сезон 1994/95 тимът преминава победоносно през третия ешелон и печели промоция за Б група. Ферарио Спасов остава наставник на тима и за дебютния сезон във втора дивизия. В отбора пристигат ловешката легенда Емил Цанев, Андриян Гайдарски и редица други футболисти. През сезон 1995/96 Олимпик завършва на 7-о място в Б група. Печели си славата на корав и агресивен тим, който играе на ръба на допустимото. За мачовете в Галата се носят различни легенди.
През лятото на 1996 г. Ферарио Спасов напуска отбора за да поеме Литекс (Ловеч), чиято издръжка вече е в ръцете на Гриша Ганчев. За старши треньор на Олимпик е назначен бившият защитник на Левски Пламен Николов. Клубът от Галата се превъплъщава в сателит на Литекс, като двата отбора вървят заедно към А група. През сезон 1996/97 печелят едновременно промоция за елита – Литекс завършва на 1-во място в Б група, а Олимпик е втори в крайното класиране. Тимът влиза в историята като първият от село, който получава правото да участва в елитната футболна група.

### 1997/98 – сезонът в А група
Тъй като стадионът в село Галата няма как да получи лиценз за А група, през лятото на 1997 г. ръководството на Олимпик извършва ремонт на стадион „Георги Бенковски“ в Тетевен, като отборът се премества да играе там домакинските си мачове. За дебютното участие в елита са привлечени ветераните Запрян Раков и Марин Бакалов. От Литекс са изпратени нападателят Христо Терзиев и халфът Ивайло Петев. В състава пристигат също 18-годишният Христо Янев, както и Иван Гемеджиев. Сред другите играчи в отбора са Живко Желев, Димитър Ралчев, Господин Мирчев, Милчо Сирмов, Иван Рачев, Цветомир Първанов, Йонко Пейков, Стелиян Попчев, Койчо Иванов, вратарят Ивайло Петров.
Още във 2-рия кръг Олимпик надиграва с 3:1 у дома вицешампиона от предходния сезон Нефтохимик (Бургас). В 4-тия кръг на стадиона в Тетевен е победен с 2:1 и Левски (София). Пред 15 000 зрители головете за успеха бележат Терзиев и Бакалов от дузпа. До края на есента Олимпик постига победи също над Добруджа, Миньор и Локомотив (Пловдив). Така преди началото на пролетния полусезон отборът дели 10-12-о място във временното класиране, като има равен брой точки с Добруджа и Локо (Пд).
През втория полусезон Олимпик побеждава на своя стадион Металург, Левски (Кюстендил), Локомотив (София), Спартак (Плевен), Етър и Спартак (Варна), а освен това печели точка от ЦСКА (0:0). По време на цялата кампания губи само три домакински мача от Литекс, Славия и Ботев (Пловдив). Като гост обаче взема една-единствена точка, която е спечелена във Велико Търново. Така се стига до последния 30-и кръг, в който отборът гостува на Локомотив (Пловдив) в директен спор за оставане в А група. Олимпик се нуждае от победата за да си гарантира мястото в елита за сметка на съперника. В дните преди двубоя ръководството решава да подсили отбора, като картотекира за един мач няколко ветерани като Васил Тинчев и Георги Ташев. Това обаче не дава резултат. Отборът губи с 0:1 и изпада от А група след само един сезон.
През 1998/99 Олимпик (Тетевен) завършва на 3-то място в Б група и за втори път печели промоция за елитната дивизия.

### Олимпик-Берое
През лятото на 1999 г. ръководството на клуба решава да го премести в Стара Загора. Олимпик се обединява с Берое под името Олимпик-Берое. Клубът продължава да бъде регистриран в Тетевен, но играе домакинските си мачове на стадион „Берое“. След края на сезон 1999/2000 Олимпик е погълнат от Берое.
В същото време в Тетевен е регистрирано ново дружество с името Олимпик, което участва в Северозападната В група.
През 2002 г. Олимпик завършва на първо място в Северозападната В група и се класира за втори път в Б група. През 2003 г. завършва на 10 място във втория ешелон и се спасява, но преди началото на сезон 2003/04 се отказва от участие в първенството. От 2005 г. играе в А ОФГ-Ловеч. Играе домакинствата си на стадион „Бенковски“, който е с капацитет 8000 зрители. Основните цветове на клуба са жълто, синьо и бяло. С най-много голове в А група е Христо Терзиев с 9 гола (6 през 1997/98 и 3 през 1999/00), а в Б група Юлиян Манев с 23 гола.

## Известни футболисти
- Христо Терзиев
- Методи Томанов
- Юлиян Манев
- Емил Цанев
- Андриян Гайдарски
- Станислав Танев – Камилата
- Иван Гемеджиев
- Велко Йотов
- Ваньо Шишков
- Стефан Василев
- Живко Желев
- Иван Тончев
- Любомир Божанков
- Запрян Раков
- Димитър Балабанов
- Димитър Топалов
- Марин Бакалов
- Филип Колев
- Атанас Борносузов
- Данаил Митев
- Спас Урумов
- Васил Кузманов
- Стоян Желев
- Волен Парашкевов
- Владислав Василев
- Христо Янев
- Иван Русев
- Тодор Тодоров